# Noordrijn-Ruhrs voetbalkampioenschap 1909/10
In 1909/10 werd het achtste Noordrijn-Ruhrs voetbalkampioenschap gespeeld, dat georganiseerd werd door de West-Duitse voetbalbond. Dit jaar werd de Zehnerliga opgericht met de tien beste clubs uit de competities van Noordrijn, Zuidrijn en Ruhr. De drie competities bleven nog apart bestaan, die van Noordrijn en Ruhr werden voor dit seizoen bij elkaar gevoegd. 
FC Union Düsseldorf werd kampioen en plaatste zich voor de West-Duitse eindronde. De club verloor meteen van Dürener FC 1903.  

## A-Klasse
| Plaats | Club                         | Wed. | W  | G | V | Saldo | Ptn.  |
| ------ | ---------------------------- | ---- | -- | - | - | ----- | ----- |
| 1.     | FC Union 05 Düsseldorf       | 12   | 10 | 1 | 1 | 39:15 | 21:3  |
| 2.     | SV Viktoria 1903 Duisburg    | 12   |    |   |   | 39:23 | 15:9  |
| 3.     | Rheydter SpV 1905            | 12   |    |   |   | 39:23 | 15:9  |
| 4.     | FC Borussia München-Gladbach | 12   |    |   |   | 28:29 | 12:12 |
| 5.     | Essener TC                   | 12   |    |   |   | 18:34 | 8:16  |
| 6.     | Essener SV 1899              | 12   |    |   |   | 13:32 | 7:17  |
| 7.     | VfvB Ruhrort 1900            | 12   |    |   |   | 29:49 | 6:18  |

|  | Kampioen |

## B-Klasse

### District Noordrijn
| Plaats | Club                            | Wed. | W | G | V | Saldo | Ptn.  |
| ------ | ------------------------------- | ---- | - | - | - | ----- | ----- |
| 1.     | FC Eintracht München-Gladbach   | 14   |   |   |   | 36:09 | 25:03 |
| 2.     | VfB 1903 Cleve                  | 14   |   |   |   | 55:18 | 24:04 |
| 3.     | FC Borussia 1906 Düsseldorf     | 14   |   |   |   | 35:22 | 19:09 |
| 4.     | FC Viktoria 05 München-Gladbach | 14   |   |   |   | 30:45 | 11:17 |
| 5.     | FC Cleve 1906                   | 14   |   |   |   | 21:18 | 10:18 |
| 6.     | FC Preußen 1904 Crefeld         | 14   |   |   |   | 29:47 | 09:19 |
| 7.     | FC Britannia 1902 Düsseldorf    | 14   |   |   |   | 16:29 | 07:21 |
| 8.     | VfB 1904 Crefeld                | 14   |   |   |   | 19:53 | 07:21 |

|  | Promotie            |
|  | Degradatie play-off |

Degradatie play-off
| Team 1                       | Uitslag | Team 2           |
| ---------------------------- | ------- | ---------------- |
| FC Britannia 1902 Düsseldorf | 0:7     | VfB 1904 Crefeld |

### District Ruhr
| Plaats | Club                    | Wed. | W | G | V | Saldo | Ptn.  |
| ------ | ----------------------- | ---- | - | - | - | ----- | ----- |
| 1.     | Essener SC Preußen 1902 | 8    | 7 | 0 | 1 | 15:04 | 15:01 |
| 2.     | SpV Oberhausen 1904     | 8    | 5 | 0 | 3 | 18:11 | 10:06 |
| 3.     | SuS 1905 Essen          | 8    | 5 | 0 | 3 | 14:19 | 10:06 |
| 4.     | VfTuV Bottrop 1900      | 8    | 3 | 0 | 5 | 12:15 | 06:10 |
| 5.     | BV Borussia Essen-West  | 8    | 0 | 0 | 8 | 01:11 | 00:16 |

|  | Kampioen |

### Finale
De kampioen promoveerde voor het eerst.
| Team 1                       | Uitslag       | Team 2        |
| ---------------------------- | ------------- | ------------- |
| FC Borussia München-Gladbach | 5:1, 3:4, 4:1 | FC Cleve 1906 |